# Waddeweitz
Waddeweitz är en kommun och ort i Landkreis Lüchow-Dannenberg i förbundslandet Niedersachsen i Tyskland. De tidigare kommunerna Bischof, Diahren, Dickfeitzen, Dommatzen, Gohlau, Groß Gaddau, Kiefen, Klein Gaddau, Kukate, Marlin, Salderatzen, Schlanze, Wittfeitzen och Zebelin uppgick i Waddeweitz den 1 juli 1972.
Kommunen ingår i kommunalförbundet Samtgemeinde Lüchow (Wendland) tillsammans med ytterligare 11 kommuner.